# Fou des oiseaux
Fou des oiseaux est une émission de télévision documentaire canadienne animée par Pierre Verville et diffusée depuis le 15 septembre 2017 sur Unis et rediffusée depuis 2019 sur TV5 Québec Canada depuis 2019 et aussi disponible sur la plateforme de vidéo à la demande ICI TOU.TV.
Il s'agit d'une émission sur le monde de l'ornithologie et sur les oiseaux que l'on retrouve au Canada.

## Synopsis
L'humoriste, imitateur et animateur Pierre Verville part à la recherche des plus beaux spécimens d'oiseaux à travers les différentes régions du Canada. En compagnie d'ornithologues locaux, il découvre les habitats des différentes espèces d'oiseaux canadiens des plus communs aux plus rares, et les observe avec fascination.

## Fiche technique
Les intervenants suivants ont contribué à la production de l'émission :
- Animateur : Pierre Verville
- Production : Production des Années lumière
- Productrice : Geneviève Lavoie
- Réalisation : Richard Angers
- Direction photo : Richard Angers et Richard Tremblay
- Images des oiseaux : Mathias Arroyo-Bégin et Richard Angers
- Musique originale : Olivier Auriol
- Recherche : Richard Angers, Valérie Lavoie et Linda Pérez